# بخش منجوان

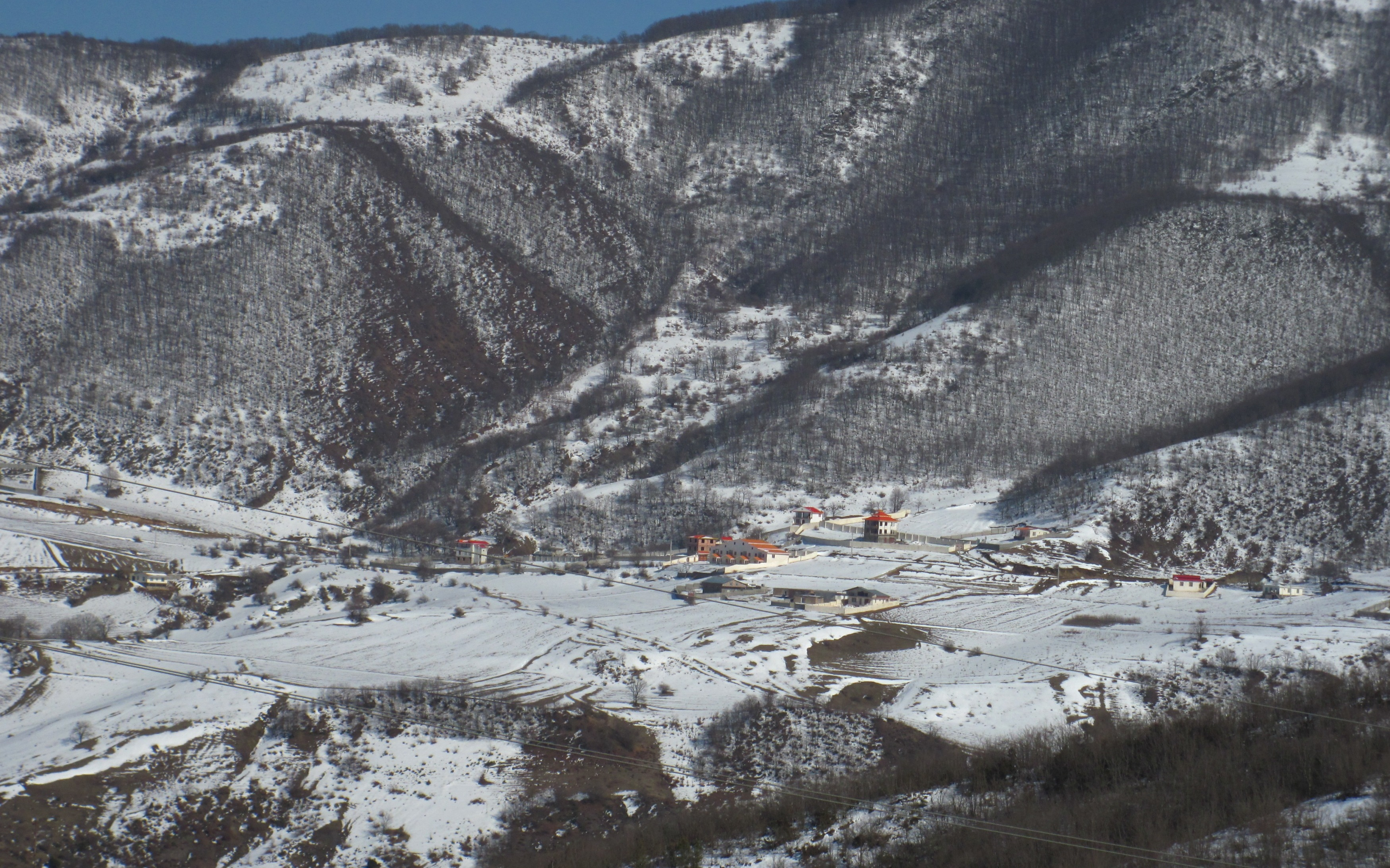
منظره زمستانی روستای بازسازی شده گرمناب.

بخش منجوان (Minjavan District) یکی از بخش‌های شهرستان خداآفرین در استان آذربایجان شرقی ایران است. مرکز این بخش، شهر عاشقلو است. 

## تقسیمات کشوری
- بخش منجوان
  - دهستان دیزمار شرقی،
  - دهستان منجوان شرقی
  - دهستان منجوان غربی
  - شهر: عاشقلو

## جمعیت
بر اساس سرشماری سال ۲۰۰۶، جمعیت بخش ۱۲۹۹۳ نفر در ۲۹۴۸ خانوار می‌باشد. یک آمارگیری اخیر (سال ۱۳۹۰) جمعیت را ۱۲۵۲۴ نفر اعلام کرده‌است که در ۷۹ روستا ساکن هستند. بعلاوه، تعداد ۲۲ روستا نیز تاکنون از جمعیّت خالی شده‌اند.

## تاریخچه
لغت‌نامه دهخدا، با استناد به جلد چهارم فرهنگ جغرفیایی ایران، دربارهٔ وضعییت بخش منجوان در اواخر دهه ۱۳۲۰ شمسی اینگونه می‌نویسد، منجوان یکی از دهستانهای دوگانهٔ بخش خداآفرین شهرستان تبریز است. این دهستان در قسمت شمال باختری اهر واقع و از شمال به رودخانهٔ ارس، از جنوب به دهستان حسن‌آباد و میشه پاره، از مشرق به دهستان کیوان و از باختر به دهستان دیزمار خاوری و رودخانهٔ ارس محدود می‌باشد. هوای آن درقسمت شمال گرمسیر و در قسمت جنوب معتدل مایل به گرمی است. اکثر آبادیهای این دهستان از رودخانه‌های کلیبر، قره سو و ایلفنا استفاده می‌کنند. این دهستان از ۶۳آبادی کوچک و بزرگ تشکیل شده و جمعیت آن در حدود ۸۴۶۴ تن است. قرای مهم آن عبارتند از: ستن، عاشقلو، داش‌باشی و جانانلو.
در منابع مکتوب به منجوان چندان اشاره‌ای نشده‌است. تنها مورد مهم به شکایت نامه است که اهالی به وزیر کشور نوشته‌اند. مرکز اسناد مجلس خلاصه نامه را به شرح زیر منتشر کرده‌است، نامه اهالی منجوان (از دهستانهای تبریز) به مجلس شورایملی در خصوص شکایت از عبداله خان محمد خانلو و بستگانش که پس از وقایع شهریور ۱۳۲۰ به‌طور مسلحانه اموال مردم را غارت کرده، آنان را به قتل رسانده‌اند، درخواست جلوگیری از اینگونه اقدامات را دارند و نامه رئیس مجلس شورایملی به وزارت کشور و جوابیه وزیر کشور محمد سروری در این خصوص.
هیئت وزیران طی مصوبه تاریخ ۱۳/۹/۸۹ تأسیس بخش منجوان به مرکزیت شهر عاشقلو را تصویب کرد.